# Tăng Tán Vinh
Tăng Tán Vinh (tiếng Trung giản thể: 曾赞荣, bính âm Hán ngữ: Céng Zànróng, sinh tháng 8 năm 1969, người Hán) là chính trị gia nước Cộng hòa Nhân dân Trung Hoa. Ông là Ủy viên dự khuyết Ủy ban Trung ương Đảng Cộng sản Trung Quốc khóa XX, hiện là Thường vụ Tỉnh ủy, Phó Bí thư Đảng tổ, Phó Tỉnh trưởng thường vụ Sơn Đông.
Tăng Tán Vinh là đảng viên Đảng Cộng sản Trung Quốc, học vị Cử nhân Địa lý học, Thạc sĩ Địa lý kinh tế. Ông có hơn 25 năm công tác ở Bắc Kinh trước khi được điều tới tham gia lãnh đạo Sơn Đông.

## Xuất thân và giáo dục
Tăng Tán Vinh sinh vào tháng 8 năm 1969 tại huyện Thiệu Đông, nay là thành phố cấp huyện thuộc địa cấp thị Thiệu Dương, tỉnh Hồ Nam, Cộng hòa Nhân dân Trung Hoa. Ông lớn lên và tốt nghiệp cao trung lớp 92 của Trung học số 3 Thiệu Đông, được kết nạp Đảng Cộng sản Trung Quốc vào tháng 19 năm 1987 khi 18 tuổi, thi cao khảo vào năm 1988 và đỗ Đại học Bắc Kinh, lên thủ đô nhập học hệ địa lý học nhân văn từ tháng 9 cùng năm, nay là Trường Hoàn cảnh và Thành thị của Bắc Đại, rồi tốt nghiệp cử nhân chuyên ngành địa lý học vào tháng 7 năm 1992. Trong thời sinh viên, ông được bầu làm Bí thư Chi đoàn của hệ địa lý, sau tốt nghiệp thì tiếp tục học chương trình nghiên cứu sinh về địa lý học nhân văn ở Bắc Đại, bảo vệ luận văn chủ đề "Nghiên cứu quy hoạch các đặc khu kinh tế biên giới ở nước tôi" được hướng dẫn bởi Giáo sư Hồ Triệu Lượng, nhận bằng thạc sĩ địa lý kinh tế vào năm 1995.

## Sự nghiệp

### Bắc Kinh
Tháng 5 năm 1995, sau 7 năm học ở Bắc Đại, Tăng Tán Vinh được phân về quận Tuyên Vũ của Bắc Kinh để bắt đầu công tác ở vị trí cán bộ của Ủy ban Kiến thiết quận. Ông dần dần được nâng ngạch từ khoa viên lên phó chủ nhiệm, chủ nhiệm khoa viên, thăng chức là Phó Cục trưởng Cục Quy hoạch Tuyên Vũ, rồi Bí thư Đảng tổ, Cục trưởng. Những năm 2000, ông chuyển chức làm Cục trưởng phân cục Tuyên Vũ của Ủy ban Quy hoạch Bắc Kinh, đến tháng 1 năm 2004 thì được bổ nhiệm làm Phó Quận trưởng Tuyên Vũ, rồi sau đó được điều lên nhậm chức Phó Cục trưởng Cục Tài nguyên đất Bắc Kinh, Thành viên Đảng tổ cục. Tháng 2 năm 2012, Tăng Tán Vinh được điều tới quận Phòng Sơn, nhậm chức Phó Bí thư Quận ủy, Bí thư Ủy ban Chính Pháp Quận ủy. Sau đó 2 năm đến cuối năm 2014, ông được bầu làm Quận trưởng Phòng Sơn, cho đến đầu năm 2016 thì thăng chức là Bí thư Quận ủy. Vào tháng 11 năm 2017, ông được điều sang quận Thông Châu làm Bí thư Quận ủy ở đây 4 năm.

### Sơn Đông
Tháng 2 năm 2021, sau hơn 25 năm công tác ở thủ đô, Tăng Tán Vinh được điều tới Sơn Đông, nhậm chức Phó Tỉnh trưởng, Thành viên Đảng tổ của Chính phủ Nhân dân tỉnh Sơn Đông. Sang năm sau vào ngày 15 tháng 6 năm 2022, ông được bầu vào Ủy ban Thường vụ Tỉnh ủy Sơn Đông, phân công làm Phó Bí thư Đảng tổ Chính phủ tỉnh, Phó Tỉnh trưởng thường vụ, kiêm Chủ nhiệm 2 văn phòng công tác của Tỉnh ủy là Văn phòng Ủy ban Tài chính Kinh tế và Văn phòng Ủy ban Phát triển dung hợp Quân–Dân. Cuối năm này, ông tham gia Đại hội Đảng Cộng sản Trung Quốc lần thứ XX từ đoàn đại biểu Sơn Đông. Trong quá trình bầu cử tại đại hội, ông được bầu là Ủy viên dự khuyết Ủy ban Trung ương Đảng Cộng sản Trung Quốc khóa XX.